# Johnston (Rhode Island)
Johnston és una població dels Estats Units a l'estat de Rhode Island. Segons el cens del 2000 tenia 28.195 habitants.

## Demografia
Segons el cens del 2000, Johnston tenia 28.195 habitants, 11.197 habitatges, i 7.725 famílies. La densitat de població era de 459,9 habitants per km².
Dels 11.197 habitatges en un 27,8% hi vivien nens de menys de 18 anys, en un 53,9% hi vivien parelles casades, en un 11,4% dones solteres, i en un 31% no eren unitats familiars. En el 26,6% dels habitatges hi vivien persones soles el 13,2% de les quals corresponia a persones de 65 anys o més que vivien soles. El nombre mitjà de persones vivint en cada habitatge era de 2,47 i el nombre mitjà de persones que vivien en cada família era de 3,02.
Per edats la població es repartia de la següent manera: un 20,9% tenia menys de 18 anys, un 6,3% entre 18 i 24, un 30% entre 25 i 44, un 23,9% de 45 a 60 i un 18,9% 65 anys o més.
L'edat mediana era de 41 anys. Per cada 100 dones de 18 o més anys hi havia 84,9 homes.
La renda mediana per habitatge era de 43.514 $ i la renda mediana per família de 54.837 $. Els homes tenien una renda mediana de 40.210 $ mentre que les dones 29.314 $. La renda per capita de la població era de 21.440 $. Aproximadament el 6,8% de les famílies i el 8,3% de la població estaven per davall del llindar de pobresa.